# Aufidius Namusa
Aufidius Namusa war ein Schriftsteller und Jurist der Zeit der römischen Republik im 1. Jahrhundert v. Chr. Er war Schüler des Servius Sulpicius Rufus. Die Schriften von acht der Schüler seines Lehrmeisters stellte Namusa in einem Sammelwerk so zusammen, dass sie in einhundertvierzig Büchern (libri) präsentiert werden konnten. Namusa wird von den klassischen Juristen der Folgezeit, Ulpian, Javolen und Paulus, aufgegriffen, sodass insbesondere die Rechtsgutachten des Servius breiter bekannt wurden.
Wer letztlich im Sammelwerk Einlass gefunden hat, ist unklar, da ein Widerspruch besteht, ob es acht oder zehn Juristen waren. Diskutiert waren: Alfenus Varus, Aulus Ofilius, Titus Caesius, Aufidius Tucca, Aufidius Namusa, Flavius Priscus, Gaius Ateius, Pacuvius Antistius Labeo, Cinna, und Publi[ci]us Gellius.